# スーパーF1サーカス
『スーパーF1サーカス』 (すーぱーえふわんさーかす) は、1992年7月24日に日本物産より発売されたスーパーファミコン用コンピュータゲームである。
基本的には1990年に発売されたPCエンジン用ソフト「F1サーカス」と同じく真上から見下ろした、いわゆるトップスクロールタイプのレースゲーム。そのため迫力には欠けるが、マシンやコース、各種設備、クルーなどが緻密に描かれており、スピード感とリアルな雰囲気を演出する。また、詳細なセッティングやピットインのタイミングなど、戦術的な要素にも気配りがなされている。

## モード
大きく分けると「World Championship」「Spot Entry」「Time Attack」の3つのモードがある。
World Championship
プレイヤーは一人のF1ドライバーとしてチームに所属し、ライバルとともに世界を転戦し、シリーズチャンピオンを目指す。
最初の所属チームはティレルまたはローラしか選択できないが、プレイヤーの成績に応じて、より強いチームから移籍のオファーがかかったり、クビ（ゲームオーバー）などのイベントが発生する。
シーズン初めにプレイヤーの所属するチームにいる2人のドライバーからチームメイトを選択する。選ばなかったドライバーのシートにプレイヤーが入り、そのドライバーは当該シーズンから除外される。
シーズンが終わるたび、エンジン等の開発が進み性能がアップしていく。
8シーズン目に到達すると引退会見のイベントが発生し、最終戦まで戦うことで引退、エンディングを迎える。
Spot Entry
好きなチームに所属して、1つのグランプリにスポット参戦する。
Time Attack
コースを選択してタイムアタックを行い、2PやCOMとタイムを競うことができる。

## チームとコース
チームやドライバー、ライバルなどの名称は、監修を行ったチーム・ロータス、及び当時のドライバーだったミカ・ハッキネンとジョニー・ハーバートを除いては1992年シーズンに参戦したチームや選手の名称をもじったものが使われている。
コースは4つの市街地コースを含む全20コースとなっている。
チーム名とドライバーの元ネタについてはリンク先を参照。後述のリミテッド版では共に実名に変更された。
| チーム              | No.1ドライバー | No.2ドライバー |
| ------------------- | -------------- | -------------- |
| マクレールウ ホンデ | A.セノ         | G.ベルギー     |
| ティラレ            | O.グルリヤン   | A.D.チェサス   |
| ウィルヤンズ ルナウ | N.マンサラ     | R.パトロース   |
| ブラブン            | J.アマトイ     | E.B.デポ       |
| フッテオーケ ムゲム | A.スズケ       | M.アルバロタ   |
| ロータス            | M.ハッキネン   | J.ハーバート   |
| ロール イルムマ     | P.ベルマンタ   | K.ベンデル     |
| ベネタム フォーダ   | M.ブラトン     | M.シューマイ   |
| スクーダレヤ        | J.J.レイテ     | P.L.マルチヌ   |
| ミナリビン          | C.フイテハルテ | J.モルベ       |
| リジャー            | E.コマッタ     | T.ブーチン     |
| フェリーレ          | J.アレゾ       | I.カペロ       |
| ラルーベンチ        | U.カタウマ     | B.ガシャン     |
| ジョードム          | S.モデル       | M.グーゼン     |

## セッティング
走行するコースの特性やドライバーの好みに応じて変更できる。変更できる項目は以下の通り。
- 前後ウィングの角度（10°〜60°の間で10°単位、6段階）
- タイヤのスペック（ドライ・レインそれぞれB・C・D・Qの4つのスペックから選択[2] ）
- サスペンションの堅さ（5段階）
- ブレーキの強さ（3段階）
- トランスミッションの形式（MT・セミAT・AT）
- ギア比（5段階）
- ステアリングの効き具合の調整（5段階）
- エンジン（スペック1〜4）
- シャーシ（4種類）

## フリーランとプラクティス
フリーランは文字通りコースを自由に走行できるモードで、好きなだけ走り込んでコースの構成やマシンの特性を把握することができる。
プラクティス（予選）は2日（2回）行われ、それぞれコースを3周する（1周目はピットからスタートするため、アタックラップは2周）。そこで上位18位以内のタイムを出すことで予選通過、決勝でのスターティンググリッドが決定される。
タイムが遅い、あるいはリタイアするなどして、2回の予選がどちらも不通過となってしまった場合は予選落ち（DNQ）となり、そのまま次のラウンドに移行する。

## グランプリ
予選を通過した全18台のマシンによる決勝レース。周回数はプレイ時間に応じてあらかじめ設定が可能。上位6位以内でゴールすると入賞となり、ドライバーズポイントを獲得、チャンピオン争いに加わることができる。
トップスクロールというシステム上視界が限られるため、時折表示されるフラッグ（信号旗）が示す情報を的確につかむことが重要である。特にテクニカルコースにおいてはCOM車が前方で凄まじい多重クラッシュを起こしていることがままあるため注意しなければならない。

## オーバーテイクボタン
エンジンを一時的にレッドゾーン一杯まで回すという機能で、6速全開で走行時に発動させることができる。性能の勝るライバル車を追い抜いたり、予選でさらにタイムを縮めたりすることができる。発動中はタコメータの下にある赤いランプが点灯する。
あまり頻繁に使用すると、エンジンブローなどのトラブルを引き起こすことがある。
また決勝レース中、前車の真後ろに自車を持っていくと、オーバーテイクボタンを発動させなくてもエンジンがレッドゾーン一杯まで回転する場合がある。スリップストリームの再現だと思われるが、抜き去った後でもアクセルをゆるめない限りそのままの速度で走る（エンジンも過回転し続ける）ため、注意が必要である。

## トラブルとピットイン
長時間の走行やクラッシュなどによってマシン各部にトラブルが発生することがある。トラブルの発生箇所とその影響は以下のとおり。
ウィング
路面への食いつきが悪くなり、スピンしやすくなる。
タイヤ
タイヤの摩耗によって、グリップ力が低下し、コーナーを曲がりにくくなる。また、雨天時に晴天用のタイヤを装着している場合は、たとえ新品であっても極端にグリップ力が低下する。
サスペンション
直進性が低下し、常に左右にふらふらと移動するようになる。
ギア
トランスミッションに負荷をかけすぎることで、いくつかのギアが使えなくなり、加速に支障をきたしたり、最高速度が低下したりする。トランスミッションがオートマティックの場合、ほとんどトラブルは発生しない。
ブレーキ
ブレーキを頻繁に使う、オーバーテイクボタン発動中に無理やり速度を落とすなどしてブレーキに負荷を与えすぎると、ブレーキが本来の制動力を発揮しなくなる。
エンジン
過回転によってエンジンがブローしてしまうと、極端にスピードが落ちる。（一応走行はできる）
トラブルの発生はタコメータの下にあるインジケータで確認でき、悪化するにつれて青→黄→赤の順に変化する。トラブルが発生すると画面にピットインの指示が出るようになる。現実では修復不可能に思われるトラブルであっても、ピットに入ればちゃんと元通りになる 。
なお、燃料の概念はないためガス欠は存在しない。
ピットクルーの動きはかなり細かく作られており、プレイヤーの目を楽しませてくれる。

### タイヤ交換について
タイヤ交換については、ピットレーン走行中に表示されるタイヤのスペック一覧画面でタイヤの種類を選択して確定する操作が必要となる。
この操作を行わずにピットに到着した場合はタイヤ交換は行われず、タイヤに異常がある状態でも交換せずにピットから出される事になる。逆に、タイヤの選択と確定の操作を行えば、タイヤに異常がなくとも強制的にタイヤ交換を行うので、晴天用タイヤを履いている状態でレース中に雨が降った場合はこの操作でレインタイヤに履き替える事が可能である。
なお、バグか仕様か不明だが、ピットレーン進入時にタイヤ選択画面が表示されない場合や、一瞬のみ表示されてすぐに消える場合があり、タイヤの選択操作が出来ない事がある。この場合はピットレーン走行中にポーズをかけるとタイヤ選択画面が常時表示された状態になるため、タイヤ交換を行いたい場合はピットレーン進入時にポーズかけてタイヤの選択と確定を確実に行うと良い。

## リミテッド版
1992年10月23日にはマイナーチェンジ版の「スーパーF1サーカス リミテッド」が発売された。通常版とは以下の点が異なる。
- チーム・ドライバーが実名で収録。
  - 名称はカタカナからローマ字に変更された。（ロータス→LOTUS、M・ハッキネン→HAKKINEN）
  - ローラを基にしたと思われるチームはマーチに変更
  - ブラバムのドライバーはNo.1にジョバンナ・アマティ、No.2にエリック・ヴァン・デ・ポールだったが、リミテッド版ではNo.1にヴァン・デ・ポール、No.2にデイモン・ヒルに変更。
  - マーチ・フットワーク・ヴェンチュリー・リジェ・ジョーダン・ベネトンはそれぞれドライバーNo.1とNo.2が入れ替わった。
- 電源投入時のロータスへの応援メッセージ内の「TEAM LOTUS」が「TEAM CASTROL LOTUS」に変更。
- タイトル画面のF1マシンのカラーリングの変更。

## 関連
- 日本物産
- チーム・ロータス